# Warren Treadgold
Warren Treadgold (30 de abril de 1949 en Oxford, Inglaterra) es un profesor de estudios bizantinos en la Universidad de San Luis. Su interés por la historia, política, economía, sociedad y cultura del Imperio bizantino se extiende hasta los mismos historiadores bizantinos. Treadgold posee un Bachelor of Arts en la Universidad de Harvard (1970) y un doctorado en la misma universidad (1977).
Treadgold también ha enseñado en la Universidad de California en Los Ángeles (UCLA), la Universidad Stanford, el Hillsdale College, la Universidad de California en Berkeley y la Florida International University.

## Publicaciones
Libros:
- The Middle Byzantine Historians (en inglés). Nueva York: Palgrave Macmillan. 2013.
- The Early Byzantine Historians (en inglés). Nueva York: Palgrave Macmillan. 2007.
- A Concise History of Byzantium (en inglés). Nueva York: Palgrave Macmillan. 2001.
- A History of the Byzantine State and Society (en inglés). Stanford: Stanford University Press. 1997.
- Byzantium and Its Army (en inglés). Stanford: Stanford University Press. 1995.
- The Byzantine Revival (en inglés). Stanford: Stanford University Press. 1988.
- The Byzantine State Finances in the Eighth and Ninth Centuries (en inglés). Nueva York: East European Monographs. 1982.
- The Nature of the Bibliotheca of Photius (en inglés). Washington, D.C.: Dumbarton Oaks. 1980.

Revistas profesionales:
- The Life and Wider Significance of George Syncellus, Travaux et Mémoires 19 (2015; in proof)
- The Darkness of the Seventh-Century Near East, International Journal of the Classical Tradition 18 (2011), 579-92
- Byzantine Exceptionalism and Some Recent Books on Byzantium, Historically Speaking 12 (2010), 16-19
- The Byzantine World Histories of John Malalas and Eustathius of Epiphania, International History Review 29 (2007), 709-45.
- Predicting the Accession of Theodosius I, Mediterraneo Antico 8 (2005), 767-91.
- Standardized Numbers in the Byzantine Army, War in History 12 (2005), 1-14.
- The Diplomatic Career and Historical Work of Olympiodorus of Thebes, International History Review 26 (2004), 709-33.
- Travel and Trade in the Dark Ages, International History Review 26 (2004), 80-88.
- The Prophecies of the Patriarch Methodius, Revue des etudes byzantines 62 (2004): 229-37.
- The Historicity of Imperial Bride-Shows, Jahrbuch der Osterreichischen Byzantinistik 54 (2004): 39-52.
- Photius Before His Patriarchate, Journal of Ecclesiastical History 53 (2002): 1-17.
- Procopius and the Imperial Panels of San Vitale, Art Bulletin 79 (1997): 708-23. (Coautor).
- Taking Sources on Their Own Terms and on Ours: Peter Brown's Late Antiquity, Antiquite Tardive 2 (1994): 153-59.
- Imaginary Early Christianity, International History Review 15 (1993): 535-45.
- The Army in the Works of Constantine Porphyrogenitus, Rivista di Studi Bizantini e Neoellenici, n.s. 29 (1992): 77-162.
- Byzantium in the Tenth Century, Rivista di Bizantinistica 2 (1992): 81-100.
- The Missing Year in the Revolt of Artavasdus, Jahrbuch der Osterreichischen Byzantinistik 42 (1992): 87-93.
- A Note on Byzantium's Year of the Four Emperors (641), Byzantinische Zeitschrift 84 (1991): 431-33.
- Seven Byzantine Revolutions and the Chronology of Theophanes, Greek, Roman and Byzantine Studies 31 (1990): 203-27.
- The Break in Byzantium and the Gap in Byzantine Studies, Byzantinische Forschungen 14 (1990): 289-316.
- On the Value of Inexact Numbers, Byzantinoslavica 50 (1989): 57-61.
- Three Byzantine Provinces and the First Byzantine Contacts with the Rus', Harvard Ukrainian Studies 12/13 (1988/89): 132-44.
- The Empress Irene's Preparation for the Seventh Ecumenical Council, The Patristic and Byzantine Review 7 (1988): 49-58.
- The Preface of the Bibliotheca of Photius Once More, Symbolae Osloenses 61 (1986): 133-38. (Co-author).
- An Indirectly Preserved Source for the Reign of Leo IV, Jahrbuch der Osterreichischen Byzantinistik 34 (1984): 69-76.
- The Bulgars' Treaty with the Byzantines in 816, Rivista di Studi Bizantini e Slavi 4 (1984): 213-20.
- The Military Lands and the Imperial Estates in the Middle Byzantine Empire, Harvard Ukrainian Studies 7 (1983): 619-31.
- Remarks on the Work of Al-Jarmî on Byzantium, Byzantinoslavica 44 (1983): 205-12.
- The Unpublished Saint's Life of the Empress Irene, Byzantinische Forschungen 8 (1982): 237-51.
- Notes on the Numbers and Organization of the Ninth-Century Byzantine Army, Greek, Roman and Byzantine Studies 21 (1980): 269-88.
- The Recently Completed Edition of the Bibliotheca of Photius, Byzantinoslavica 41 (1980): 50-61.
- The Revival of Byzantine Learning and the Revival of the Byzantine State, American Historical Review 84 (1979): 1245-66.
- The Chronological Accuracy of the Chronicle of Symeon the Logothete for the Years 813-845, Dumbarton Oaks Papers 33 (1979): 157-97.
- The Bride-Shows of the Byzantine Emperors, Byzantion 49 (1979): 395-413.
- Photius on the Transmission of Texts, Greek, Roman and Byzantine Studies 19 (1978): 171-75.
- The Preface of the Bibliotheca of Photius, Dumbarton Oaks Papers 31 (1977): 343-49.
- A Verse Translation of the Lamiyah of Shanfara, Journal of Arabic Literature 6 (1975): 30-34.
- The Problem of the Marriage of the Emperor Theophilus, Greek, Roman and Byzantine Studies 16 (1975): 325-41.